# Стасим
Стасим (дав.-гр. στάσιμον та дав.-гр. στάσιμος — нерухомий) в давньогрецькому театрі (трагедії і комедії) — хорова пісня, яка виконувалася хором не в русі (не під час виходу або входу), а в центральній частині п'єси, коли хор перебував в орхестрі, тобто була протилежною пароду. Ці пісні наповнюють собою перерви драматичної дії, тобто виконуються між епізодами вистави. В них виражається співчуття хору до головного героя п'єси. Зазвичай у трагедіях їх було 3.
Визначаючи частини трагедії в «Поетиці», Арістотель виділяє три жанри хорової пісні - парод, стасим та коммос. Згідно з його опису, в трагедії після прологу на сцену виходив хор. Під час руху - особливими проходами-коридорами, які називалися «пародами» - з-за лаштунків в орхестру хор співав першу пісню. Описуючи стасим, Арістотель згадує лише характерну особливість його метрики (в ній «немає анапеста чи хорея»). Це важливе уточнення означає, що музика стасиму не могла бути заснована на основі «маршових» метрів, тобто таких, які використовувалися під час руху. З інших описів зрозуміло, що хор, після виходу через бічні проходи на орхестру, далі залишався на ній, звідси етимологія терміну. Пізніше деякі грецькі словники і довідники (Суда, «Ономастикон» Поллукса, словник «Etymologicum magnum», Псевдо-Пселл) відтворюють класичні визначення Арістотеля.
Стасим (як і парод) були частинами не лише трагедії, а також і комедії, що володіла і власними структурними особливостями. Куаленівський трактат (імовірно конспект втраченої, другої частини «Поетики», присвяченій комедії) не розрізняє парод і стасим та каже лише про «хорову пісню» в цілому. Вважається, що парод і стасим виконувалися хором в унісон.